# 三叶崖爬藤
三叶崖爬藤（学名：Tetrastigma hemsleyanum）是葡萄科崖爬藤属的植物。分布于台灣本島以及中国大陆的江西、湖北、湖南、广东、广西、西藏、贵州、四川、福建、云南、浙江、江苏等地，生长于海拔300米至1,300米的地区，多生长在山坡灌丛中、山谷和溪边林下岩石缝中。模式标本采自湖北宜昌。

## 别名
蛇附子（植物名实图考） 三叶青、石老鼠、石猴子（中国高等植物图鉴）

## 延伸阅读
[在维基数据编辑]
 《植物名實圖考·虵附子》，出自吳其濬《植物名實圖考》